# Biodiversiteitshotspot
Een biodiversiteitshotspot of hotspot van biodiversiteit (Engels: biodiversity hotspot) is een biogeografische regio met een uitzonderlijke biodiversiteit die onder bedreiging staat. Het concept gaat terug op twee artikels van Norman Myers die in 1988 en 1990 in het tijdschrift The Environmentalist verschenen. Myers en anderen stelden het concept bij in het boek Hotspots: Earth’s Biologically Richest and Most Endangered Terrestrial Ecoregions uit 2000.
Om te kwalificeren als biodiversiteitshotspot in de studie van Myers et al. , moet een regio voldoen aan twee strikte criteria:
1. de regio moet ten minste 0,5% of 1500 soorten vaatplanten hebben die endemisch zijn in het gebied;
2. de regio moet ten minste 70% van zijn primaire vegetatie verloren hebben.

Wereldwijd beantwoorden ten minste 25 gebieden aan die definitie en vermoedelijk meer. Het totaal aan deze gebieden huisvest bijna 60% van alle soorten planten, vogels, zoogdieren, reptielen en amfibieën en heeft een hoog aandeel in endemische soorten.
Op het concept van de hotspots is kritiek gekomen. Zo stellen Kareiva en Marvier (2003) dat de hotspots onvoldoende rekening houden met andere vormen van soortenrijkdom, maar ook met andere taxa dan vaatplanten, eventuele veranderingen in landgebruik, ecosysteemdiensten en fylogenetische diversiteit. Daarenboven wordt er geen bescherming geboden voor hotspots op een kleinere schaal. Een ander punt van kritiek is dat de biodiversiteitshotspots de notie kostprijs niet in beschouwing nemen. De kostprijs van land in de California Floristic Province, bijvoorbeeld, zal sterk verschillen van die op Madagaskar en dat verschil kan van groot belang zijn voor de prioriteiten in globale natuurbescherming.

## Lijst van hotspots
Deze lijst is gebaseerd op de studie van Myers et al. 2000. Recentere toevoegingen door Conservation International zijn aangegeven met een asterisk.
Noord- en Centraal-Amerika
- California Floristic Province
- Caraïbische eilanden
- Madreaanse pinus-eik bossen[5]
- Meso-Amerika

Zuid-Amerika
- Atlantisch Woud
- Cerrado
- Tropische Andes
- Tumbes-Chocó-Magdalena
- Valdiviaans gematigd regenwoud

Europa en Zuidwest-Azië
- Kaukasus
- Irano-Anatolische regio[5]
- Middellandse Zeegebied

Afrika
- Eastern Afromontane[5]
- Guineese wouden van West-Afrika
- Hoorn van Afrika[5]
- Kaapflora
- Kustwouden van Oost-Afrika

Kaart van de hotspots volgens Conservation International. Klik op de afbeelding voor een uitgebreide legende.

- Madagaskar en de eilanden van de Indische Oceaan
- Maputaland-Pondoland-Albany[5]
- Succulent Karoo

Zuid-Azië en het Stille Oceaangebied
- Indo-Burma
- Oostelijke Himalaya[5]
- West-Ghats en Sri Lanka
- Bergen van Centraal-Azië[5]

Oost-Azië
- Bergen van Zuidwest-China
- Filipijnen
- Japan[5]
- Nieuw-Caledonië
- Nieuw-Zeeland
- Oostelijk Melanesië[5]
- Polynesië en Micronesië
- Soenda-eilanden
- Wallacea
- Zuidwest-Australië